# Les Routes en février
Pour plus de détails, voir Fiche technique et Distribution.
Les Routes en février est un film dramatique canadien réalisé par Katherine Jerkovic.

## Synopsis
Le film relate le séjour de Sara (Arlen Aguayo-Stewart), une jeune canadienne d'origine uruguayenne en visite chez sa grand-mère dans un petit village de l'Uruguay.

## Distinctions
Le film a été projeté en première mondiale dans la section Cinéma du monde au Festival international du film de Toronto 2018 où il a remporté le prix du meilleur premier long métrage canadien (en).
En décembre 2018, le Festival international du film de Toronto l'a classé dans son Canada's Top Ten de 2018, la liste des dix meilleurs films canadiens que le TIFF compile annuellement. Le Vancouver Film Critics Circle  a décerné à Aguayo-Stewart le prix de la meilleure actrice canadienne dans un premier rôle et Jerkovic a reçu le prix One to Watch décerné à une première réalisation prometteuse.
Les Routes en février a eu sa première internationale en novembre 2018 au Festival du film Nuits noires de Tallinn en Estonie, en sélection officielle, dans la catégorie des premiers longs métrages. Il a par la suite été en sélection officielle dans maints festivals, dont le Festival de films de Mannheim-Heidelberg, le Festival de nouveau cinéma latino-américain de la Havane, le Festival international du film de Miami, le Festival de films de Malaga, le Festival du film latino-américain de Chicago, entre autres.
La première uruguayenne a eu lieu au Festival international de films de Punta del este 2019, où la co-protagoniste Gloria Demassi, actrice de renom sur la scène théâtrale uruguayenne, a reçu un prix d'interprétation pour son rôle de Doña Magda.

## Autour du film
Il s'agit de la première production québécoise tournée entièrement en Uruguay. N'ayant pas le statut officiel de coproduction, le film est le fruit d'une collaboration entre un producteur canadien (Nicolas Comeau, qui a développé le projet au sein de sa boite, Productions 1976) et la productrice uruguayenne Micaela Solé, de Cordón films qui s'est jointe au projet pour la production. Le film a d'ailleurs joué quatre semaines en salles à Montevideo.
L'histoire est en partie autobiographique et le scénario a été développé par Jerkovic sur une période d'environ cinq ans. Le tournage s'est surtout déroulé à l'extérieur de la capitale, dans les départements de Canelones, Florida et Lavalleja.
L'actrice de 75 ans Gloria Demassi y décroche son premier rôle important dans un film. Cette actrice chevronnée et récipiendaire[réf. nécessaire] de plusieurs prix de théâtre en Uruguay, avait été très peu vue au cinéma.
Arlen Aguayo-Stewart, jeune actrice d'origine canadienne et chilienne ayant débuté au cinéma à l'âge de 11 ans dans le thriller Dead Silent (1999), y tient le rôle principal.

## Réponse critique
Le film a reçu un accueil chaleureux de la critique. Boyd Van Hoeij du Hollywood Reporter a qualifié Les Routes en février de « premier long métrage prometteur». La critique québécoise a parlé « d'une œuvre d’une infinie délicatesse » ; d'un « film magnifique par son dépouillement, sa lumière, ses décors, ses cadrages, ses plans de vêtements séchant sur la corde sous un soleil ardent, ses nuits chaudes… ». La qualité de la direction photo (Nicolas Canniccioni) ainsi que le jeu naturel et plein de nuances des deux actrices principales (la jeune Arlen Arguayo-Stewart et la vétérane du théâtre uruguayen Gloria Demassi) ont été aussi soulignés. Il obtient un score de 86 % sur le site de Rotten Tomatoes.

## Fiche technique
- Titre original : Les Routes en février
- Réalisation : Katherine Jerkovic
- Scénario : Katherine Jerkovic
- Direction artistique : Olivier Laberge
- Décors : Mariana Pereira
- Costumes : Vika Esquivel
- Montage : Sophie Farkas Bolla
- Photographie : Nicolas Canniccioni
- Son : Pablo Villegas et Bruno Pucella
- Production : Nicolas Comeau (1976 Prod.)
- Société de production : 1976 Productions
- Sociétés de distribution : Axia Films (Canada), FiGa Films (ventes internationales)
- Pays de production :  Canada
- Langue originale : espagnol [10]
- Durée : 84 minutes
- Format : Couleurs
- Genre : Film dramatique
- Dates de sortie : février 2019 (Montréal et Montevideo) ; juillet 2019 (Toronto)

## Distribution
- Arlen Aguayo-Stewart (en) : Sara
- Gloria Demassi : Magda
- Mathias Perdigón : Tincho
- Cecilia Baranda : Olga
- Rafael Soliwoda : Carlitos